# 昭和のくらし博物館
昭和のくらし博物館（しょうわのくらしはくぶつかん）は、東京都大田区に位置する昭和時代の庶民のくらしを展示する博物館である。

## 概要
元々、東京都の建築技師だった小泉孝が建てた自宅を、孝の長女で生活史研究家の小泉和子（元京都女子大学教授）が、昭和時代（特に戦後、昭和20〜30年代）の庶民の暮らしを後世まで伝える目的で、博物館として、1999年（平成11年）2月28日から公開している。
住宅の間取りをそのまま残した館内の構成になっている。常設展・企画展・特別展・ミニギャラリー展・座敷のきもの展に分かれ、常設展では小泉家が過ごした住宅風景がそのまま残っている。2階建ての建物で、1階は書斎兼応接間、お茶の間、台所、座敷。2階は子供部屋,企画展示室,次女の知代に関する記念室,談話室からなっている。子供部屋では、昭和30年代に販売されていたキャラメル箱のコレクション（不二家,グリコ,明治製菓など）があり、知代に関する記念室では、知代が生前熱中したろうけつ染めやグラフィックデザインに関する展示がある。館内にある道具はほぼ小泉家が実際に使っていたものだが、一部は寄付などによって後から置かれたものである（シンガーのミシンなど。シンガーは当時高級ミシンで知られており、一般家庭には高嶺の花であった）。
展示だけでなく、講座やワークショップなど昭和のくらしを体験できる催しも行われている。団体割引料金は設定していないが、学校や児童会などの団体客による来館も多い。

## 施設データ
- 〒146－0084 東京都大田区南久が原2-26-19
- NPO法人昭和のくらし博物館（2018年4月 - ）による運営。

## 沿革
- 1951年（昭和26年）8月、建築技師だった小泉孝（1901年〈明治33年〉-1982年〈昭和57年））の設計より建築。前年に設立された住宅金融公庫の融資を受けた公庫融資住宅だった。その為、融資上限の18坪の延床面積に抑えられた。
- 1982年（昭和57年）、小泉孝が病没。
- 1996年（平成8年）、小泉孝の次女・知代が病没。知代の姉・和子が無人となった家[4]を博物館として利用する事を決意。
- 1999年（平成11年）2月28日、「昭和のくらし博物館」として開館。
- 2002年（平成14年）6月25日、国の登録有形文化財に登録される[5]。

## 交通アクセス
- 東急池上線久が原駅より徒歩8分。
- 東急多摩川線下丸子駅より徒歩8分